# 광귤
광귤(-橘)은 운향과의 과일 나무(상록 활엽 관목)이다. 귤속의 잡종 재배식물로, 포멜로(C. maxima)와 감귤나무(C. reticulata) 간의 자연 교잡을 통해 생겨났다. 다나카 체계 등에서는 식물학적 종(Citrus × daidai Siebold ex Hayata)으로 보거나 쓴귤의 변종(C. × aurantium var. daidai Makino) 등으로 보기도 한다. 보통 동아시아에서 자라는 것을 광귤, 유럽에서 자라는 것을 쓴귤(비터오렌지)이라 불러 구분한다.
광귤나무는 키가 7m 정도이고, 가지에 가시가 있다. 달걀 모양 잎이 어긋나며, 꽃은 초여름에 총상 꽃차례로 핀다. 주황색 물열매가 가을에 익는다. 열매인 광귤은 식용하거나 약재로 쓴다. 조미료나 향수를 만드는 데 쓰기도 한다.